# Acanthemblemaria chaplini
Acanthemblemaria chaplini is een  straalvinnige vissensoort uit de familie van snoekslijmvissen (Chaenopsidae). De wetenschappelijke naam van de soort is voor het eerst geldig gepubliceerd in 1957 door Böhlke.